# CrossFit
A CrossFit egy önálló, saját rendszer által meghatározott fitnesz irányzat, amelyet Greg Glassmann hozott létre 2000-ben, majd vált az évek során egyre elterjedtebbé a világon.
A CrossFit a funkcionális edzés alapjaira épül, és annak eszköztárát alkalmazza a programjai megalkotása során, egyaránt merítve a súlyemelés, erőemelés, gimnasztika, állóképességi sportok területéről. Egy mondatban meghatározva a CrossFit funkcionális edzés magas intenzitáson végrehajtva állandó változatosság mellett. Mára több, mint 15.000 hivatalos CrossFit terem működik szerte a világban, és noha a termek számának növekedése mára némileg lelassult, még mindig évről évre növekszik a népszerűsége.

## A CrossFit története[4]

### Greg Glassmann
Greg Glasmann 1956 július 22-én született Woodland Hillsben, Los Angelesben. Apja mérnök volt a Hughes Aircrafnál, anyja háztartásbeliként dolgozott. Apja egész életét a tudománynak szentelte, és azon az állásponton volt, hogy a tanulás és a tudomány mindenek előtt való. Ennek megfelelően gyermekei tanulmányi előmenetelét mindennél fontosabbnak tartotta, és emiatt rendszeresen került velük összetűzésbe. Apja akaratával szembemenve azonban Greg sportolni kezdett és beleszeretett a tornába. Nem ért el kiemelkedő sikereket, de országos szinten jegyezték a nevét.
A torna mellett rendszeresen végzett súlyzós edzéseket és biciklizni is járt. Hamarosan azt vette észre, hogy ugyan tornában vannak páran, akik jobbak nála, de a másik két területen magasan ver mindenkit a tornász csapatból. Itt megtapasztalhatta, hogy mekkora ára van annak, ha valaki csak egy területen akar kiemelkedő lenni. Noha a tornászok egy sportágra specializálódtak, minden másban magasan föléjük tudott kerekedni. Sőt, a súlyzós edzéseknek köszönhetően – mások csak saját testsúllyal edzettek – a versenyeken is maga mögé tudta sokukat utasítani.
A tornász karrierjét állítólag egy csípősérülés miatt kellett félbe szakítania. Ez magyarázhatja meg azt a tényt, hogy a kritikusai szerint egyáltalán nem kelt a megjelenésével sportos benyomást. És valóban: az interjúkban, tv-s megjelenéseiben egy olyan ember jelenik meg előttünk, aki mintha soha nem vett volna súlyt a kezébe. Egy rövid tornász edzői kitérőt követően a főiskolából való kiesés után a helyi fitness termekben, mint személyi edző kezdett el dolgozni.
Személyi edzőként hamar népszerű lett hetékony edzésmódszereivel, amit a magas intenzitású interval edzéseknek (HIIT), és a következetes, kemény munkának köszönhetett. A CrossFit edzések kezdetei viszont nem is ehhez a munkához, hanem a Santa Cruz-i rendőri állománnyal végzett közös együttműködéshez vezethető vissza.
1995-ben nyitotta meg edzőtermét a californiai Santa Cruzban. A teremnek hamar híre ment, és még ugyanebben az évben együttműködést kötött a Santa Cruz-i rendőri állomány erőnléti edzéseinek irányításáról. A rendőrök később gyakran úgy írták le ezeket az edzéseiket, hogy annyira nehezek voltak , mintha egy fegyveres gyanúsítottat üldöznének hosszasan, és a végén közelharcot kellene vele vívniuk. A velük való közös munka, és az ott alkalmazott módszerek jelentették az első lépést a ma ismert CrossFit tematikájú edzésrendszer felé.

### Az első WOD
2001 februárjában, amikor megalakult a crossfit.com weboldal, eleinte semmi más nem jelent meg rajta, mint azok a napi edzések, amiket Glassmann a csoportjaival végeztetett. A WOD rövidítés sem takar többet, mint azt, hogy Workout Of the Day, vagyis a Nap Edzése – az az edzés, amit éppen aznap kiposztoltak az oldalra. Később kiegészítették a weboldalt egy komment szekcióval is, ahol hamar kiderült, hogy elég sokan kezdték el az edzésterveket követni, és a postok alatt megjelentek az ország különböző pontjain sportoló emberek által beküldött saját eredmények az aznapi edzésről. Ez, és a gyorsan növekvő rajongói tábor felől érkező rendszeres kérdezősködések, kérések vezették Glassmannt arra, hogy ne csak edzéseket tartson, hanem szemináriumokat is szervezzen azoknak, akiket behatóbban is érdekel az, amit csinál.

## A CrossFit üzleti modellje
Mielőtt megalakult volna a vállalkozása, Glassmannek kétféle szolgáltatása volt: vagy személyesen utazott el a szeminárium helyszínére 4500 dollár plusz szállás fejében, vagy 1000 dollárért fejenként a saját termében is fogadta az érdeklődőket. Ezeken az előadásokon kezdett el formálódni, kristályosodni a CrossFit rendszere, elmélete. Már az első szemináriumokon megismerkedhettek a hallgatók azokkal az alapelvekkel (A CrossFit 3+1 alappillére, a fitnesz definíciója, a kilenc alapmozdulat, étkezés), amelyek azóta is jórészt változatlanul szerepelnek a legújabb képzési anyagukban is.
Eltelt pár év, és a nagy érdeklődésre reagálva 2004-ben Glassmann felhagyott a napi szintű edzések megtartásával és kialakította a CrossFit edzőképzési, valamint a tagi (affiliáció) rendszerét a csatlakozó edzőtermek számára. Mind a mai napig a különféle képzések adják a CrossFit bevételének döntő többségét. A névhasználatért az új affiliate termeknek évente 3000 dollárt kellett fizetniük jó pár évig, míg 2023 novemberében a cég be nem jelentette, hogy 2024. január 1-től (vagy egy adott affiliate szerződés következő éves fordulónapjától) többségben megemelt díjat szabnak ki. Ez három fajta díjat jelenthet: a világ többsége 4500 USA dollárt fizet, míg egyes helyek, ahol a gazdasági erő, a valutaváltási ráta gyengébb 2500 vagy 1500 dollárt  Ezért cserébe az affiliate termek megkapják a CrossFit név használatának jogát, valamint felkerülnek a központi oldalra mint licenszelt terem.

## A CrossFit elmélete[9]

### A CrossFit célja[10]
A crossfit elsődleges célja a minél jobb fittség elérése. Ez azt jelenti, hogy egy jól összeállított programnak fel kell készítenie a sportolót arra, hogy bármilyen feladat elé is állítsák, azt a lehető legmagasabb fokon tudja végrehajtani amellett, hogy közben egyik képességének a fejlesztése sem mehet a többi kárára.
Ez az általános fittség (general fitness) egyszerűbben megfogalmazva abból áll, hogy egy sportoló se legyen kiemelkedő csupán egyetlen kondícionális képességben, inkább legyen közepesen jó mindenben. Mint egy tízpróbázó az atlétikában.
Ha megnézünk egy maratonistát, azt látjuk, hogy a hosszútávú állóképessége ugyan kiemelkedő, és nagyon hosszan tud nagyon nagy távolságokat lefutni, ám ha arra kérnénk, hogy guggoljon le minél nagyobb súllyal, vagy akár csak próbáljon meg ugyanolyan hatékonysággal kerékpározni, egyből rosszabbul teljesítene. Az általános fittség egy olyan állapot eléréséről és fenntartásáról szól, ahol a sportolók ugyanolyan jól – de nem kiemelkedően – tudnak futni, guggolni, vagy kerékpározni. Egyik képesség sem állhat a többi felett.
Fontos megemlíteni, hogy a crossfit elméletének fejlődése során elsősorban az empirikus, azaz a megfigyelésen alapuló kísérletezést helyezték előtérbe. Ha valami működött a gyakorlatban, akkor nem foglalkoztak annak az elméleti hátterével, egyszerűen csak beépítették a programba, mint ami működőképes és az évek során bizonyított módszer.

### A tíz fejlesztendő terület[11]
A crossfitben tíz különböző képességet határoznak meg, amelyek fejlesztésével elérhető a kívánt cél.
1. Kardiovaszkuláris állóképesség – Annak a képessége, hogy a szervezet milyen hatékonyan tudja feldolgozni és felhasználni az oxigént hosszan tartó munkavégzés során. (Futás, evezés, kerékpár).
2. Kitartás – A szervezet energiafelhasználási képessége. Ebbe bele tartozik az energia tárolása, felszabadítása, és felhasználása is. (Magas ismétlésszámú fekvőtámaszok pl.)
3. Erő – Az a képességünk, amellyel a külső ellenállásokat győzzük le. (Felhúzás, fekvenyomás stb.)
4. Flexibilitás – Különböző ízületekben a mozgástartomány maximalizálása. (Mélyguggolás, magastartásos guggolás
5. Robbanékonyság – Az izom azon képessége, hogy maximális erőt fejtsen ki a lehető legrövidebb idő alatt. (Olimpiai emelések: mellre vétel & lökés és szakítás. De a helyből távolugrás is ide tartozik)
6. Sebesség – Egy ciklikus mozdulat lehető leggyorsabb megismétlése. (Pl sprint, vagy gyors fekvőtámaszok)
7. Koordináció – Különböző motoros képességek hatékony összehangolása, amelynek célja egy összetett mozgás lehető leghatékonyabb és leggazdaságosabb végrehajtása. (Duplatekerés, muscle up,)
8. Ügyesség – Az a képesség, hogy a lehető leggyorsabban menjen végbe két különböző mozgássor között az átmenet. (Ingafutás, dobozra ugrás, csapatsportokban irányváltásos passzolás)
9. Egyensúly – A test gravicációs középpontjának a megtartása az alátámasztás változásával szemben. (Magastartásos guggolás, farönkön haladva egyensúlyozás, kézállásos járás)
10. Pontosság – A mozdulatsor bizonyos irányú, vagy intenzitású megtartásának képessége. (Wall ball pl)

### A magas intenzitásról (HIT)
A crossfit a magas intenzitást (power), mint a fittség egyik következményét használja a saját fogalomtárában. Az általánosan vett HIIT, azaz a magas intenzitású edzések során a magas intenzitást eszköznek használjuk, hogy azzal bizonyos adaptációkat váltsunk ki – metabolikus felpörgetés, erő-állóképesség fejlődés, zsírraktárak mobilizálása. Ellenben a crossfitben a magas intenzitás egyfajta velejárója annak a ténynek, hogy a sportoló képes nagy ellenállásokat legyőzni, ráadásul mindezt képes hosszú ideig fenntartani, nagy sebességgel és pontosan.
Ellenállás x távolság / idő vagy sebesség = power
Egy mondatban összefoglalva : A crossfit segít elérni azt, hogy nagy ellenállásokat legyünk képesek mozgatni hosszan tartva, vagy nagy távolságra, mégpedig gyorsan.

### A CrossFit eszköztára
Három nagy csoportba oszthatjuk a crossfitben, mint sportban felhasznált eszközöket. Ez a csoportosítás fogja később az alapját képezni a különböző népszerű edzésprogramok összeállításának.
Állóképességi eszközök
Ide tartozik a rövid, közepes és hosszú távú állóképesség is. Ha futásnál maradunk példaként, akkor ilyen a 100, a 800, és az 5 km futás közti különbség. Az alkalmazott eszközök pedig a futáson túl leggyakrabban az evezőpad, kerékpár, sífutógép, vagy ha van rá mód, akkor az úszás szoktak lenni.
Súlyemelés
Ide nemcsak az olimpiai súlyemelés gyakorlatai tartoznak. Az erőemelés három fogásneme, vagyis a guggolás, fekvenyomás, felhúzás is gyakori eleme az edzéseknek csakúgy, mint az összes kettlebelles, kézi súlyzós, medicin labdás és alap testépítő gyakorlat is.
Gimnasztika
Az összes saját testsúlyos gyakorlat ide tartozik: fekvőtámasz és kézállásos nyomás, guggolások, kitörések, húzódzkodások, muscle upok, TRX, gyűrű, ugrások, stb.

### A kilenc alapmozdulat
A crossfit tanfolyamokon, és a kezdő csoportokban is kilenc olyan alapvető mozdulatot oktatnak, amikre később a többi mozgást építik fel. Kritikusok sokszor felteszik azt a kérdést, hogy miért pont ezt a kilenc mozdulatot választották, de erre az az egyszerű válasz szokott érkezni, hogy ez vált be leginkább az idők során. (Lásd empirikus megfigyelésre alapuló kísérletezés a cikk elején.)
A korábbi évek anyagai azonban némi változást mutatnak, hiszen ez elmúlt időszakban ezek a mozdulatok kiegészültek további négy, opcionálisan választható, vagy oktatható elemmel.
Első hármas
Saját testsúlyos guggolás – elöl guggolás rúddal – fej fölött tartott rúddal guggolás
Második hármas
Rúddal nyomás fej fölé – láblökéses nyomás – lökés
Harmadik hármas
Felhúzás rúddal – sumo állig húzás rúddal – medicin labdás mellre vétel
Opcionális négyes
(kipping) húzódzkodás – thruster – gyűrűs muscle up – szakítás rúddal

### A fittség fogalma
A crossfit fittség definícióját 4 különböző modell együttes használata határozza meg

#### A 10 képességre alapuló modell
Az első modell alapján fittségnek, avagy aktuális fittségi szintnek a már említett tíz különböző fizikai képességben külön-külön elért szintjeinek összességét értjük. Ha például valaki kimagasló kitartással és állóképességgel rendelkezik – pl egy hosszútávfutó – de szinte minden másban alul teljesít, akkor kevésbé tekinthető fittnek, mint egy olyan személy, aki mind a tízben közepes szintet ért el. Ahogy a crossfit történetében írtuk, a crossfit alapja azon a megfigyelésen alapul, hogy egy átlagembernek nem lenne szabad specializálódnia egy képesség irányába – pl ha valaki csak maratonokat akar futni – mint inkább közepesen jónak lennie egy kicsit mindenben. Specialista kontra generalista szemlélet.

#### A ’hopper’ modell
Képzeljünk el egy olyan forgatható hengert, amit régen a lottószámok kisorsolásakor használtak. A felül lévő lyukba dobjuk bele az elképzelhető összes feladatot és fizikai kihívást, az összes létező kombinációban! Bátran kijelenthetjük, hogy ha nem is végtelen sok ilyen variáció létezik, de a számuk biztosan elképzelhetetlenül nagy lesz.
Most vegyük az összes embert, aki csak él a Földön, és rendezzünk nekik egy hatalmas sportversenyt. Egyesével kezdjük kihúzni a hengerből a feladatokat és minden egyes húzás után végeztessük azt el velük, majd ezután az elért eredményeik alapján adjunk mindenkinek egy-egy pontszámot: az első kap egy pontot, a második kettőt és így tovább, az utolsó emberig mindenki annyi pontot kap, amennyi az adott feladatban a helyezése lett.
Ha ezt elvégezzük a létező összes feladatra, és összegezzük az azokban elért egyes pontszámokat, akkor a végén egy hatalmas nagy listát kapunk, ahol az első helyen az a sportoló fog végezni, aki átlagosan a legjobban teljesített az összes feladatban. Így az lesz a Föld legfittebb embere, aki az első helyen végez. Ezek alapján, ha a listánkon szerepel egy triatlonista és egy tízpróbázó, akkor úgy tudjuk őket a fittségük alapján összehasonlítani, hogy megnézzük, kinek mennyi pontszáma lett ebben a kis gondolatkísérletben. Az alacsonyabb számot elérő lesz a mi fogalmaink szerint a fittebb. Kicsit olyan ez, mint az atlétikán belül a tízpróba. Nem az lesz a győztes, aki egyvalamiben ér el kiemelkedő teljesítményt, hanem az, aki egyenletesen jól teljesít.

#### Az energiafelhasználáson alapuló modell
Alapvetően három féle módon képes a szervezetünk energiát felszabadítani. Az anaerob alaktacid, az anaerob laktacid, valamint az aerob folyamatok során eltérő forrásból nyerünk energiát attól függően, hogy mennyi ideig tart a munkavégzés folyamata és milyen intenzív. Az a fitt sportoló, aki a fenti három energianyerési módot párhuzamosan fejleszti, és mindhárom módon képes hatékonyan energiát felhasználni. Egy egyszerű példával élve: Az a fitt, aki képes 60 métert sprintelni, vagy egy gyors súlyzós szakítást végrehajtani, tud hatékonyan és gyorsan 50-szer saját testsúlyával megegyező súllyal guggolásokat végezni, vagy 500 m-t evezni, de 5 kilométeres futásban sem marad alul.

#### A betegség-jóllét-fitnesz kontinuum modell
Az utolsó fittségi modell eltér az első háromtól, mert az elsősorban mérhető egészségügyi értékek alapján határozza meg a fittség definícióját. Abból az egyszerű megfigyelésből indul ki, hogy minden egészségügyi érték, legyen az vérnyomás, pulzus, vércukorszint, HDL/LDL szint a vérképben, elhelyezhető egy folytonos vonalon a kóros-átlagos-kiemelkedően jó állapot mentén. Például a testzsírszázalék 40 % körül súlyos problémákat okoz, 20% esetén normális, 15-10% között pedig kiemelkedően jó értéknek számít. Ugyanígy a vérnyomás és a többi érték esetében is meghatározhatjuk ezt a három küszöbértéket. A crossfit negyedik fittségi modellje tehát a különböző egészségügyi értékek javítását és a kiemelkedően jó szint elérését tűzte ki elsődleges céljául.

### A crossfit edzésprogramok felépítése
A crossfit programozása az úgynevezett konjugált edzéstervezésre épül. A konjugált programok különböző képességek egyidejű, párhuzamos fejlesztését tűzik ki célul, ezzel jelentősen különböznek az interneten fellelhető edzésprogramok többségétől, mert ez utóbbiak jellemzően csak egy-egy területet helyeznek előtérbe. Ezek leggyakrabban a tömegnövelés (gyúrás), az erő, vagy az állóképesség fejlesztése szoktak összpontosítani.
A crossfit képzési anyagaiban egy olyan alap program szerepel, ahol három egymást követő edzésnapot követ egy pihenőnap. Ez a 3-1-3-1-3-1 alapú program teszi lehetővé a megfigyelések szerint a legoptimálisabb teljesítményt, és biztosítja a kellő mennyiségű regenerációt. A program nyilvánvaló hátránya, hogy egy átlag ember életében kivitelezhetetlen, hiszen nem veszi figyelembe a hétköznapok és hétvégék váltakozását. Ennek kiküszübölésére ajánlják az 5-2 felbontást, ahol az edzésnapok ugyanúgy épülnek fel, csak a pihenők helyezkednek el más felbontásban. Az egyes napok felépítése természetesen nem egyforma. A háromféle eszközcsoportból (M – azaz monostrukturális, avagy kardió; G – gimnasztika; S – súlyemelés) épülnek fel.
Az crossfit edzőtermek többségében nem versenysportolók edzenek, így nagyon ritka, hogy valaki heti kettő, vagy három alkalomnál többször időt tudjon szakítani a mozgásra. Emiatt a fent említett két programozás nem igazán felel meg az átlagnak. Még a crossfit megközelítésében sem kapna a szervezetük elég gyakori impulzusokat ahhoz, hogy elinduljon valamilyen fajta fejlődés, ami túlmutatna az ’egy kezdőnek minden edzésterv megfelelő’ szinten. Így a harmadik programozási verzióban nem egyes napokra osztják el a különféle blokkokat, hanem ugyan rövidebben, de egy nap szerepeltetik egymás után. Persze nem az összeset, de ha több blokk szerepel egy adott edzésen, úgy gyakrabban is kerül elő legközelebb egy másik napon, így lehetőség nyílik arra, hogy még ritkább edzés mennyiség mellett is meglegyen a kellő mértékű fejlődés, és ne adódjon olyan helyzet, hogy valaki heti kettő edzés mellett mondjuk havonta maximum egyszer találkozik olimpiai súlyemeléssel, vagy guggolással. Egy nap leggyakrabban három blokkból épül fel. Az első valamilyen technikai blokk, a második egy erőfejlesztő blokk és a harmadik a végén a metcon. Mivel a blokkokban szereplő feladatok változnak, így túledzettség nélkül valósítható meg a kellő gyakoriság.